# Sandkrugbrücke
Die Sandkrugbrücke über den Berlin-Spandauer Schifffahrtskanal ist eine stählerne Straßenbrücke, die im Verlauf der Invalidenstraße die Grenze zwischen den ehemaligen Berliner Bezirken Mitte und Tiergarten bildet. Eine erste Gewässerüberquerung bestand an dieser Stelle bereits im 18. Jahrhundert. Der Name der Brücke leitet sich von dem Gasthof „Sandkrug“ her, der auf der westlichen Seite der Brücke lag und für die Berliner im 18. und 19. Jahrhundert ein beliebtes Ausflugsziel darstellte.

## Geschichte

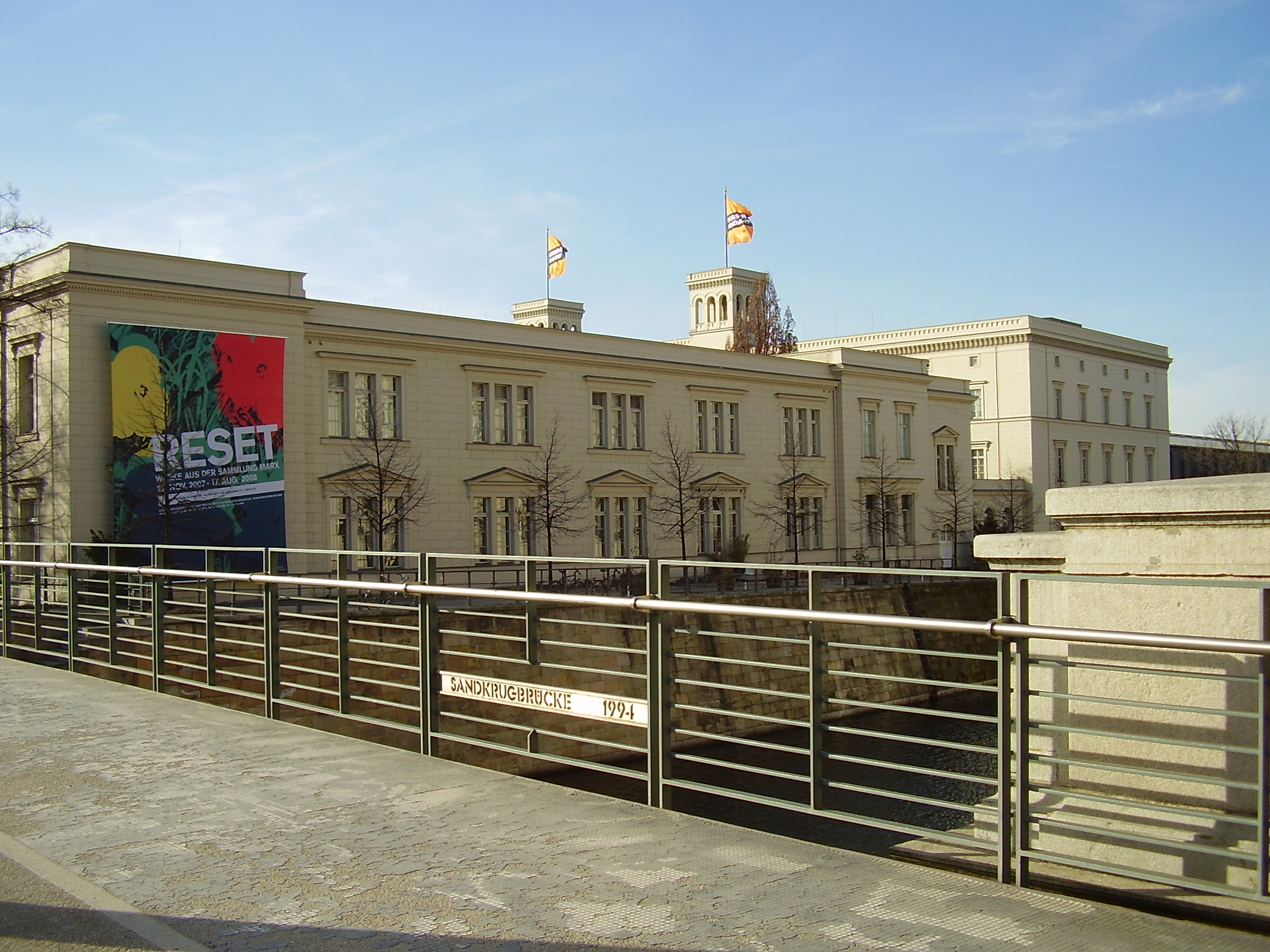
Nördliche Seite der Brücke mit dem Hamburger Bahnhof im Hintergrund (2008)

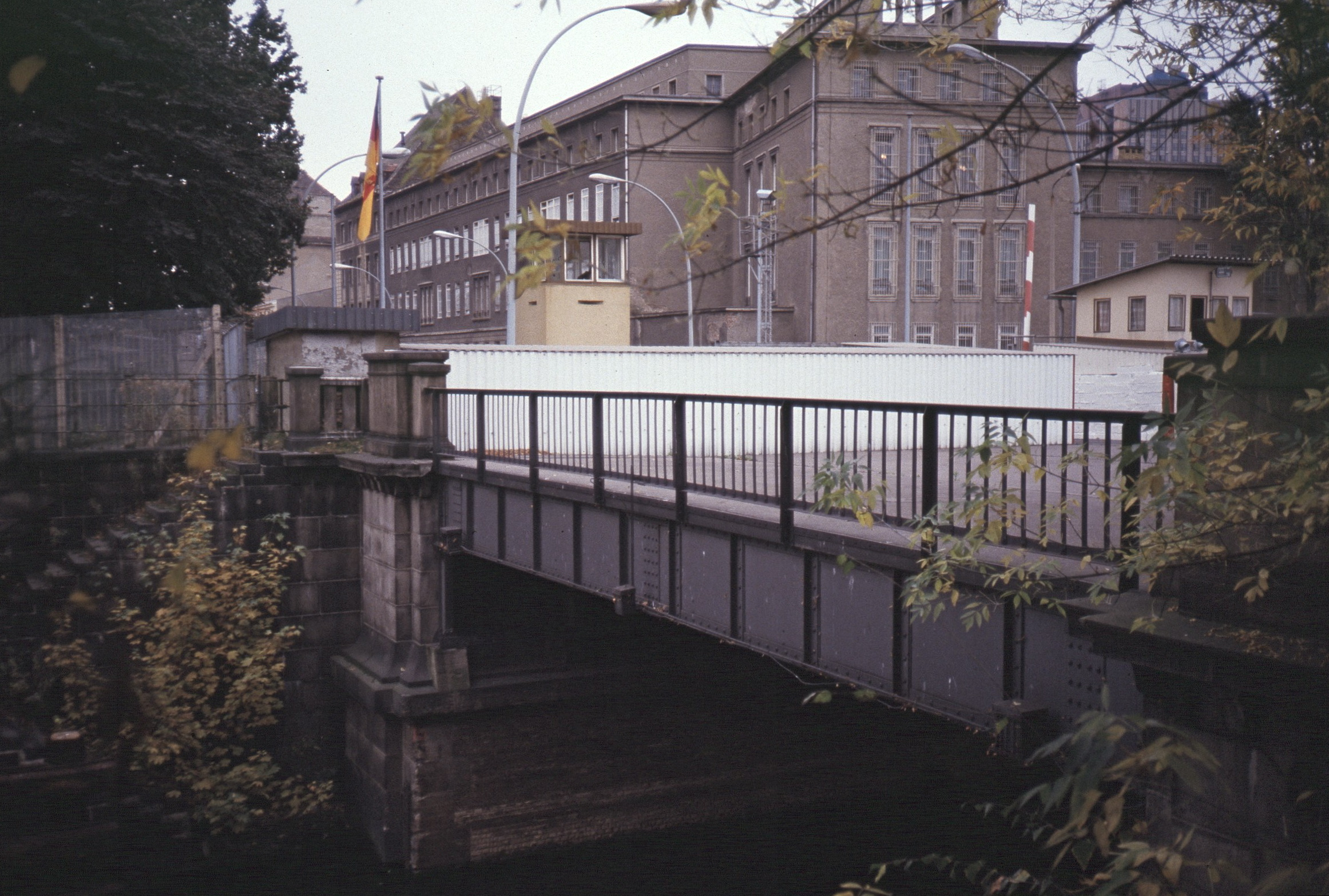
Sandkrugbrücke und Grenzübergangsstelle in Richtung Osten (1987)

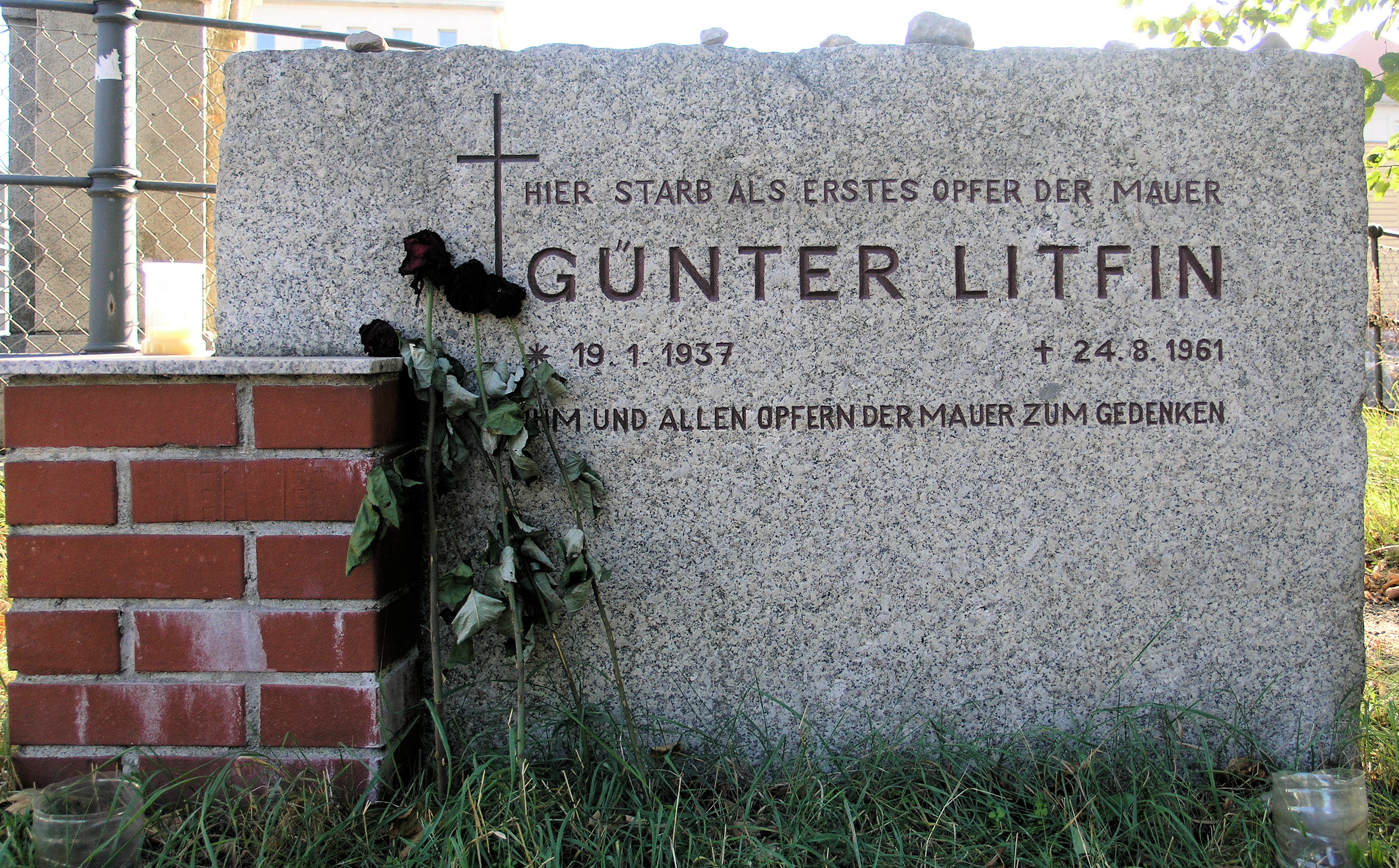
Gedenkstein für Günter Litfin, erstes Todesopfer an der Berliner Mauer, am südwestlichen Ende der Brücke

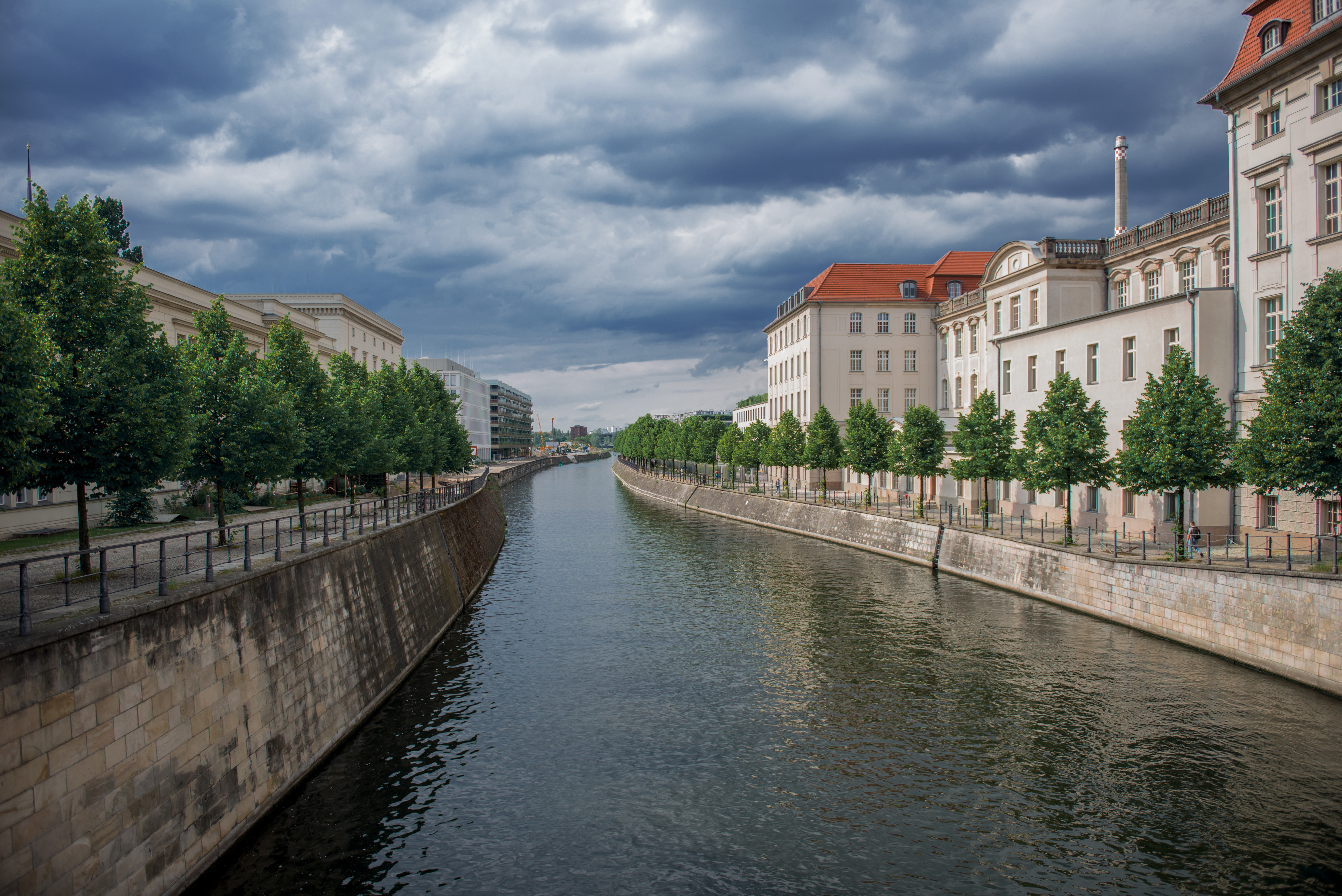
Blick in den Berlin-Spandauer Schifffahrtskanal von der Brücke aus

Bevor der Berlin-Spandauer Schifffahrtskanal im 19. Jahrhundert durch Begradigung und Ausbaggerung aus dem Schönhauser Graben entstand, befand sich an der heutigen Stelle bereits eine als Steinerne Brücke bezeichnete Konstruktion. Sie hatte eine Spannweite von rund sieben Metern. Eine erste urkundliche Erwähnung datiert aus dem Jahr 1780.
Bei der Verbreiterung des Grabens um 1875 wurden die bis dahin vorhandenen vier Brücken allesamt abgerissen und durch Neubauten ersetzt. 1883 entstand hier eine aus Eisen gefertigte Bogenbrücke. Am Ende des Zweiten Weltkriegs wurde die Konstruktion schwer beschädigt und Anfang der 1950er Jahre notdürftig instand gesetzt.
Dieses nach dem Krieg reparierte Brückenbauwerk diente bis vor dem Mauerbau 1961 dem Straßenverkehr. Danach wurde es kaum noch belastet, da sich auf der Ostseite der Brücke zwischen 1961 und 1990 die Grenzübergangsstelle Invalidenstraße befand, die nur für West-Berliner oder in der DDR akkreditierte Diplomaten sowie das Wachpersonal vom Sowjetischen Ehrenmal im Tiergarten benutzbar war.
Die Brücke wurde baulich nicht gewartet, war am Ende des Jahres 1989 bei der Wiedereröffnung der Invalidenstraße als Durchgangsstraße dringend erneuerungsbedürftig und musste Ende 1990 sogar vollständig gesperrt werden. Der nun zuständige Berliner Senat ließ wenige Meter südlich vor der Sandkrugbrücke eine provisorische Brücke für Fußgänger und Autofahrer errichten. Die alte Sandkrugbrücke wurde abgerissen und in einem Wettbewerb neu ausgeschrieben, den die Architekten Birgitt Welter und Thomas Baumann gewannen.
Es entstand eine fünfstielige Stahlkonstruktion mit orthotroper Fahrbahnplatte. Die Gründung erfolgte auf mantelverpressten duktilen Gusspfählen in Stahlbetonwiderlagern. Die Ingenieurfirmen Bestahl, Stahlbau GmbH, Berlin und Mayreder, Kraus & Co. Baugesellschaft mbH, Zweigniederlassung Berlin, führten die Arbeiten aus.
Die Wiedereröffnung der Brücke erfolgte Ende 1994, die Hilfsbrücke wurde anschließend abgetragen. Vier schlanke moderne Beleuchtungsmaste, feine Drahtgitter als Vogelschutz sowie ein gefendertes Schiffsleitwerk im östlichen Widerlager bilden die Ausstattung der Brücke. Die beidseitigen Treppenabgänge und Widerlager sind mit Naturstein verkleidet. Von der alten Brücke wurden die Postamente auf beiden Uferseiten in den Brückenverlauf integriert. Ein weißes Betonband im nordwestlichen Postament markiert den originalen Verlauf der früheren Mauer.

## Wissens- und Sehenswertes in der Nähe der Brücke
Auf der Westseite befinden sich der ehemalige Hamburger Bahnhof, der Hauptbahnhof sowie der Humboldthafen. Auf der Ostseite gibt es die Charité, die unter Denkmalschutz stehenden Gebäude der ehemaligen Kaiser-Wilhelm-Akademie mit dem früheren Invalidenhaus, (heute beides Sitz des Bundeswirtschaftsministeriums), den Invalidenfriedhof und schließlich das Naturkundemuseum.